# Från jorden till månen (TV-serie)
Från jorden till månen är en TV-serie från 1998 producerad av HBO i samproduktion med Tom Hanks, Ron Howard och Brian Grazer. Serien skildrar i tolv entimmesavsnitt Apolloprogrammet under 1960-talet och fram till sista månlandningen 1972. Boken baseras huvudsakligen på Andrew Chaikins bok A Man on the Moon. Serien hade svensk premiär 1999.

## Avsnitt
1. Kan vi göra detta? — Beskriver rymdkapplöpningen och Apolloprogrammets föregångare Mercury och Gemini.
2. Apollo 1 — Avsnittet handlar om branden i den första Apollokapseln under tester på startplattan och hur ansvariga skyllde på varandra.
3. Vi har frigjort oss från tornet — I avsnittet beskrivs förberedelserna för Apollo 7.
4. 1968 — Apollo 8 sätts in i sin historiska omgivning och dess händelser.
5. Spindeln — Utvecklingen av månlandaren – från design till konstruktion och tester med Apollo 9 och Apollo 10.
6. Stillhetens hav — Apollo 11 och månlandningen 1969.
7. Det är allt som finns där — I avsnittet beskrivs vänskapen mellan besättningen på Apollo 12.
8. Vi avbryter det här programmet — Den lyckade räddningen av Apollo 13 behandlas ur ett mediaperspektiv.
9. Mil efter mil — Alan Shepards återkomst till det bemannade rymdprogrammet med Apollo 14.
10. Galileo hade rätt — Träningen av astronauterna i Apollo 15 och hur de utbildades i geologi.
11. De ursprungligas kvinnoklubb — I detta avsnitt berättas om livet som astronauthustru.
12. Resan till månen — Beskriver Georges Méliès vision när han skapade sin film Resan till månen 1902 och avslutningen av Apolloprogrammet med Apollo 17.

## Priser
Serien vann en Emmy 1998 och en Golden Globe 1999 för bästa mini-TV-serie.

### Fotnoter
1. ↑  ”Awards for "From the Earth to the Moon"”. http://www.imdb.com/title/tt0120570/awards. Läst 9 november 2011.